# アバロンヒル
アバロンヒル （The Avalon Hill Game Company）はウォーゲームほかの戦略ボードゲームを主力製品としたアメリカのゲーム会社。ほかにミニチュアゲームのルール、ロールプレイングゲーム、スポーツゲームなども出版していた。現在ではハズブロの子会社であるウィザーズ・オブ・ザ・コーストの一部門として名を残している。同社の製品は初期には木屋通商、後にはホビージャパンが輸入し和訳ルールを付して販売したほか、多数の日本語版も製作され、70年代から80年代にかけてSimulations Publications, Inc. (SPI)とともにウォーゲーム・ブームの中心となった。

## 沿革

### 創業と活発な出版活動
1958年、チャールズ・S・ロバーツ（en:Charles S. Roberts）が、自作のウォーゲーム『タクテクス』（en:Tactics）の成功を見て、ボルチモア市に設立した会社である。この『タクテクス』は、実際の戦争を模した状況設定と戦略を持った新しいタイプのボードゲームであった。この種のゲームは以前から存在していたが、例外なく兵士の人形（ミニチュア）と立体的な地形を要するミニチュアゲームであった。
六角形のグリッド（ヘックス）の使用、支配地域（ZOC）の概念、複数ユニットの積み重ね（スタック）、戦闘力比による戦闘結果表（CRT）、地形効果、同一時間を交互に（野球の裏表のように）駒（カウンター）の移動と戦闘を行うなど、現在の娯楽的ウォーゲームに見られるコンセプトの多くは、アバロンヒルが先鞭をつけたものである。初期の有名なアバロンヒル・ゲームとしては、後にSPIを設立するジム・ダニガン（en:James F. Dunnigan）がデザインした『パンツァーブリッツ』（en:Panzer Blitz）のほか、『ドイツアフリカ軍団』（en:Afrika Korps）、『バルジの戦い』（en:Battle of the Bulge）、そして架空戦を扱った『電撃作戦』（en:Blitzkrieg）などがあった。後年の代表作としては『戦闘指揮官』（en:Squad Leader）、その発展形である『ASL』（Advanced Squad Leader）、日本語版が発売された『アップフロント』（en:Up Front）などがある。これらのゲームの所要時間は少なくとも2から3時間、大掛かりなものでは数日を要するものもあった。
ウォーゲームは好評を博して同社の主力製品になったが、ロバーツ当人はその潜在力を過小評価していたといえる。ロバーツは稼ぎ頭であるウォーゲーム分野に制作を絞らず、より一般的な大人向けの思考ボードゲームにも同等の比重を置いた。結果的にこの経営方針がアバロンヒル社を窮地に追い込むことになった。同社の歴史のほとんどの期間において、ウォーゲームは製品リストの約半数を占めるにすぎない。

### モナーク印刷会社の子会社になる
1963年、アバロンヒル社は債務超過に陥り、印刷業務を依頼していたモナーク印刷会社とJ・E・スミス製函会社に共同買収された。両社とも同じボルチモアにあった。同時に創業者であるロバーツは会社を去った。1971年にはモナーク印刷会社のエリック・ドット社長が単独オーナーになり、モナークアバロンと社名を変えたがアバロンヒルブランドは保持された。モナーク社は以前よりはウォーゲームのプロデュースを重視するようになったが、これも以前と同様にその他の分野のボードゲームリリースにも力を注いだ。また自社制作のみに拘らず、他社ゲームの版権をも積極的に買い取って販売するようになった。
ウォーゲーム以外で有名なのは、1976年に複合事業会社である3M社のゲーム部門から買収した『アクワイア』がある。また1970年代には一連のスポーツゲームを出版し、特に実際の選手の名前と成績データを使った「en:Statis Pro」シリーズが人気を博した。コンピュータゲームが台頭する1992年まで毎年、選手データカードが発売されていた。
版権買取のウォーゲームでは、バトルライン社（en:Battleline Publications）の『帆船の戦い』（en:Wooden Ships and Iron Men）、ジェドコ・ゲームズ社（en:Jedko Games）の『独ソ戦』（en:The Russian Campaign）と『英独大西洋上の戦い』（en:War at Sea）、ハートランド・トレフォイル社（Hartland Trefoil）の『文明の曙』（en:Civilization）などがあり、いずれも方々の中小出版社からゲームの権利を買い取って再版している。鉄道ゲームの『1830』は自社開発だが、アイデアは他社のゲームを元にしている。
1980年からマイコン向けコンピュータシミュレーションゲームの開発販売に乗り出したが、業界全体の話題になるような成功を収めることはなかった。1984年にホビージャパン社との間で日本国内における独占取引契約が結ばれており、オーナーであるドット社長が来日している。

### ビクトリーゲームズの設立
1982年、モナーク印刷会社は倒産したシミュレーションズ・パブリケイションズ社（SPI）のデザインスタッフを雇い入れ、ビクトリーゲームズ（Victory Games）を設立した。SPIはより複雑でシミュレーション性の高いゲームを主体に開発していたが、ビクトリーゲームズもこの線に沿ったゲームを出版し、多くは作品的にも商業的にも成功を収めた。しかしスタッフが他社に移っていく中、新規採用は行なわれず、結局ビクトリーゲームズは1989年に解散した。ただし、解散後もしばらくブランドとしての「VG」は存続する。VGブランドのゲームとしては、『第2艦隊』等の｢フリート｣シリーズ、『太平洋戦争』（Pacific War）、1人用戦術級ゲーム『アンブッシュ』（en:Ambush!）シリーズなどが日本語化された。

### 解散
1998年夏、モナーク印刷会社はゲーム業界からの撤退を決め、アバロンヒルを解散した。ゲームと在庫および「Avalon Hill」の名称については玩具メーカーのハズブロ社が600万ドルで買収し、『ディプロマシー』ほかの旧アバロンヒル製品を少数ながら出版している。またマルチマン・パブリッシング社から再版されたアドバンスト・スコードリーダー（ASL）など、他社にライセンスされたゲームも数多い。
ハズブロ社はさらに、アバロンヒルが出版したことのない自社の新作や旧作にも「Avalon Hill」の名称とロゴを付けて売り出しているがいずれもルールの容易な一般向けのゲームであり、かつてのアバロンヒルが作っていたマニア向けのゲームとはまったく方向が違っている。

## 関連図書
- タクテクス12号
- タクテクス16号　創立25周年記念　アバロンヒル物語（上）
- タクテクス17号　創立25周年記念　アバロンヒル物語（中）
- タクテクス18号　創立25周年記念　アバロンヒル物語（下）